# Gerland
Gerland es una población y comuna francesa, en la región de Borgoña-Franco Condado, departamento de Côte-d'Or, en el distrito de Beaune y cantón de Nuits-Saint-Georges.

## Demografía
| 154 | 201 | 211 | 275 | 322 | 355 |
| Para los censos de 1962 a 1999 la población legal corresponde a la población sin duplicidades (Fuente: INSEE [Consultar]) |     |     |     |     |     |